# Ciorbă rădăuțeană
Ciorba rădăuțeană reprezintă o ciorbă românească, dreasă cu smântână, ouă și oțet, originară din Rădăuți, județul Suceava, popularizată ulterior pe întreg teritoriul României. 

## Origine
Ciorba rădăuțeană a fost preparată prima dată în Rădăuți, de către Cornelia Dumitrescu. Aceasta a creat o variație pentru ciorba de burtă, cu ingrediente similare și unele mai ușor de găsit (carne de pui) având în vedere dificultatea obținerii ingredientelor în plină perioadă de austeritate a anilor '80 și adaptată preferințelor personale.
Rețeta ciorbei rădăuțene - nume care se dorea a indica originea ciorbei - a fost înregistrată în rețetarul oficial al Oficiului Județean de Turism Suceava în 14 februarie 1982. Cornelia Dumitrescu a devenit Cetățean de onoare al Municipiului Rădăuți.

## Ingrediente
Ciorba rădăuțeană așa cum indică creatoarea acesteia, are ca principale ingrediente carnea de pui sau curcan, care înlocuiesc ingredientul de bază (burta) din rețeta de ciorbă folosită pentru inspirație. Ciorba se prepară folosind legume și carne de pasăre, din care se separă carnea, care se va reintroduce fâșii și se drege cu un amestec de smântână, faină, ou, oțet, sare și piper negru, la care se adaugă ardei iuți murați pentru o notă picantă.